# Іян Піл
Іян Піл  (англ. Ian Peel, 18 січня 1958) — британський стрілець, олімпійський медаліст.

## Виступи на Олімпіадах
| Олімпіада   | Дисципліна       | Місце |
| ----------- | ---------------- | ----- |
| Сеул 1988   | трап             | =25   |
| Сідней 2000 | траншейний стенд | 2     |
| Афіни 2004  | траншейний стенд | =19   |